# Tadahiko Ueda
Tadahiko Ueda (3. srpen 1947 – 15. duben 2015) byl japonský fotbalista.

## Klubová kariéra
Hrával za Nippon Steel.

## Reprezentační kariéra
Tadahiko Ueda odehrál za japonský národní tým v letech 1970–1971 celkem 13 reprezentačních utkání.

## Statistiky
| Japonsko | Japonsko | Japonsko |
| Roky     | Záp.     | Góly     |
| -------- | -------- | -------- |
| 1970     | 10       | 7        |
| 1971     | 3        | 0        |
| Celkem   | 13       | 7        |